# EKK
För andra betydelser, se EKK (olika betydelser).

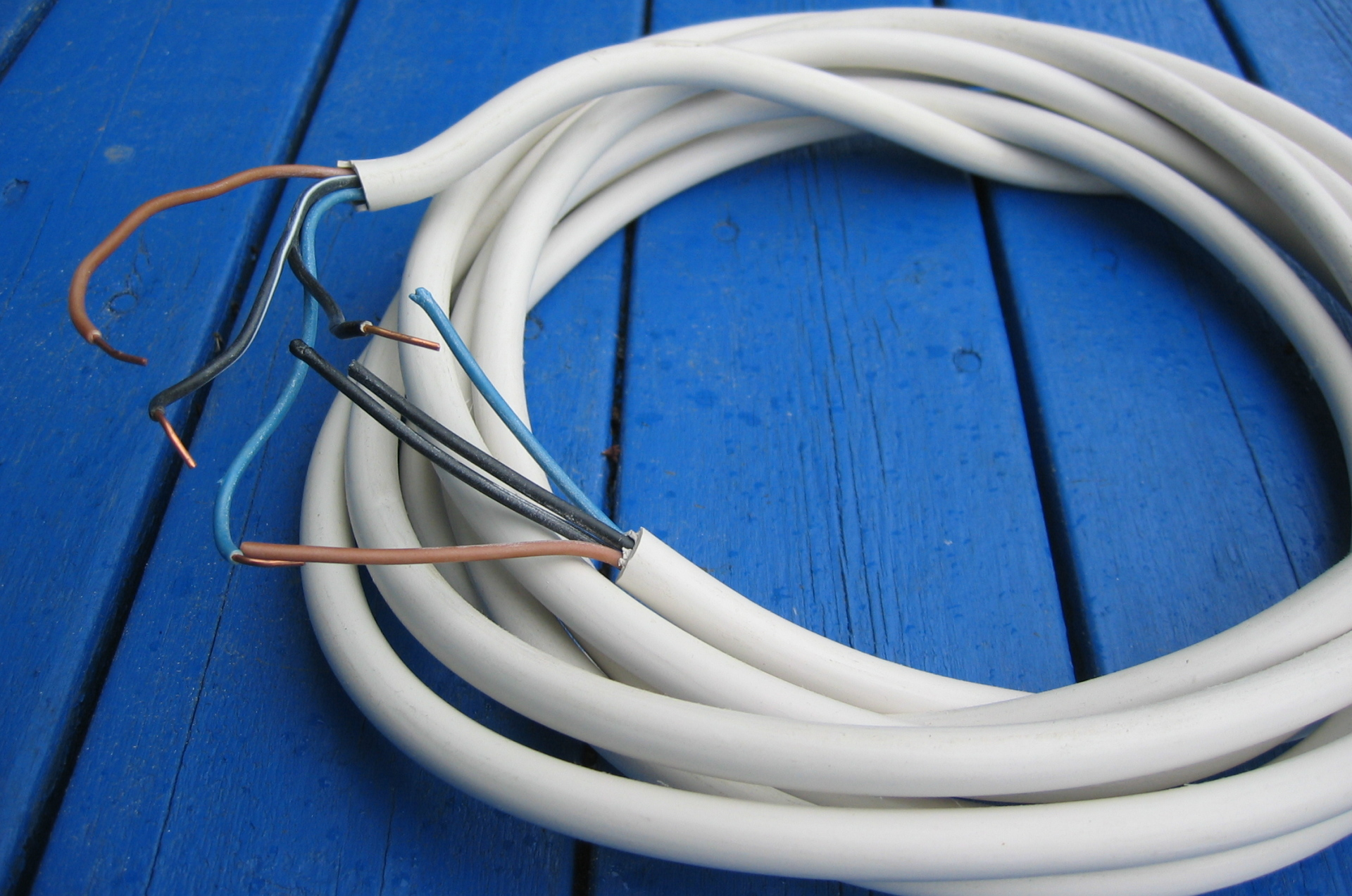
EKK med fyra ledare

EKK är en typ av elkabel som ofta används vid fasta elinstallationer. EKK är en beteckning enligt SS 424 1701 och betyder att kabeln består av enkardeliga, PVC-isolerade ledare med en PVC-mantel.
| Egenskap                       | Värde                       |       |
| ------------------------------ | --------------------------- | ----- |
| Ledarmaterial                  | Koppar                      | [ 1 ] |
| Ledartvärsnitt                 | Rund solid                  | [ 1 ] |
| Beteckning                     | 5G2,5 (5 ledare på 2,5 mm²) | [ 2 ] |
| Ledningsresistans              | 0,007410 Ω/m                | [ 1 ] |
| Spänning, klass Uo/U           | 300/500 V                   | [ 1 ] |
| Isolationsmaterial             | PVC                         | [ 1 ] |
| Mantelmaterial och tjocklek    | PVC 1,2 mm                  | [ 1 ] |
| Antal ledare                   | 5                           | [ 1 ] |
| Vikt                           | 0,27 kg/m                   | [ 1 ] |
| Temperatur vid förläggning     | > -10 °C                    | [ 1 ] |
| Temperatur vid användning      | < 70 °C                     | [ 1 ] |
| Maxtemperatur vid kortslutning | 150 °C                      | [ 1 ] |
| Böjradie                       | 100 mm (8 xD)               | [ 1 ] |
| Standard                       | Nationell SS 424 02 19-3    | [ 1 ] |
| Pris                           | 2012: 62,9 SEK/m            | [ 2 ] |